# 카스텔바로니아
카스텔바로니아(이탈리아어: Castel Baronia)는 이탈리아 캄파니아주 아벨리노도의 코무네다.